# Тайгета
Тази статия се отнася до митологичната фигура. За спътника на Юпитер вижте Тайгета (спътник).
Тайгета (на гръцки: Ταϋγέτη), в древногръцката митология е нимфа, една от Плеядите според Аполодор (III,10,1) и спътница на Артемида.
Зевс преследвал Тайгета, която призовала Артемида на помощ. Артемида я превърнала в кошута и в този и вид Зевс я похитил. Тайгета забременяла от Зевс с Лакедемон, митичният основател на Спарта.
На нея е кръстена планината Тайгета в древната гръцка област Лакония.